# Брианца, Карлотта
Карло́тта Бриа́нца (итал. Carlotta Brianza, урождённая Каролина Алис Брианца (итал. Carolina Alice Brianza); 1 апреля 1865, Милан — 25 июня 1938, Клиши-ла-Гаренн) — итальянская балерина, позднее балетный педагог.

## Биография
Искусство танца изучала в школе миланского театра «Ла Скала», где была ученицей Карло Блазиса. После окончания школы стала ведущей солисткой этого театра. В 1887 году приехала в Санкт-Петербург, первоначально выступала в театре «Аркадия», дебютировав в балете «Гарлемский тюльпан» Б. Шеля. В 1889 была приглашена в Мариинский театр. 3 января 1890 она первой исполнила партию принцессы Авроры в балете П. И. Чайковского «Спящая красавица», поставленном М. И. Петипа (Дезире — Павел Гердт, фея Сирени — Мария Петипа, Голубая птица и фея Карабос — Энрико Чеккетти). Брианца обладала высокой техникой классического танца, свойственной итальянской балетной школе.
В 1891 году балерина уехала из России. В 1895 году вернулась на сцену Ла Скала, танцевала также в Вене. Последнее её выступление состоялось в Лондоне в 1921 году в роли феи Карабос («Спящая красавица»), в антрепризе С. П. Дягилева, где она также консультировала танцевавшую партию Авроры Брониславу Нижинскую. После ухода со сцены обучала танцу в Ницце.